# Please!
Please! é um filme de curta-metragem produzido em 1999, com roteiro e direção de Paul Black, com temática em torno de porte de armas. O filme recebeu dois prêmios, o primeiro no Palm Springs International Short Fest em 1999 e o segundo no Williamsburg Brooklyn Film Festival em 2001.

## Sinopse
Peter é um romancista que está angustiado porque não consegue publicar seu livro e além disso sua esposa o deixou e levou a consigo Molly, a filha do casal. Em um momento de desespero ele compra uma arma e coloca apenas uma bala em seu interior. Depois  puxa o gatilho com a arma apontada para si mesmo uma vez . A arma não dispara. Ele segue para o trabalho da esposa para pegar a filha para passar o dia com ele, antes porém puxa a arma para  um motorista numa discussão de rua. Novamente a arma não dispara. Ele pede a sua esposa para conversar com ele, e ela o faz  enquanto ela segura a pistola transtornado.Ele sai do escritório da esposa e vai para o carro, guardando a arma no porta-luvas. Segue junto com a filha para o agente literário a quem havia enviado um manuscrito. Desta vez ele não leva a arma. O agente lhe dá uma resposta favorável sobre o seu trabalho. Peter se alegra e sai animado em direção ao carro onde deixara a criança e a vê com a arma na mão. Ele se desespera e chama pela filha. O filme termina ao som de um disparo e do lamento de Peter.

## Elenco
- Gerard Butler -  Peter
- Kate Ashfield - Molly
- Danny Midwinter -  Thug
- Bernice Stegers -  Agent
- Lauren Cooke Gannon -  Lucy